# Maximilian Grimmeiss
Maximilian Grimmeiss (Duits: Grimmeiß), (Erlangen, 27 februari 1893 - Erlangen, 31 maart 1972) was een Duitse officier en General der Artillerie tijdens de Tweede Wereldoorlog.

## Leven
Maximilian Grimmeiss werd op 27 februari 1893 in Erlangen geboren. Hij trad op 1 oktober 1912 als eenjarige vrijwilliger in dienst van het Koninklijke Beierse leger. Hij werd bij het 10. Königlich Bayerisches Feldartillerie-Regiment geplaatst. Op 31 maart 1913 nam hij ontslag uit de actieve dienst. Hij ging een studie geneeskunde volgen (het is niet bekend of Grimmeiss de studie geneeskunde afgemaakt heeft, maar gezien de oorlog zeer onwaarschijnlijk). In de nazomer van 1914 meldde hij zich wederom als vrijwilliger bij zijn regiment. Hij ging de opleiding tot officier volgen. Tijdens de Eerste Wereldoorlog werd hij op verschillende functies in het 10. Königlich Bayerisches Feldartillerie-Regiment ingezet. Op 31 maart 1915 werd hij bevorderd tot Leutnant, met de benoemingsakte (Patent) gedateerd vanaf 1 maart 1913. Als regimentsadjudant werd hij op 11 september 1918 tot Oberleutnant bevorderd. De rang anciënniteit werd later op 20 juni 1918 vastgesteld. Grimmeiss werd tijdens de Eerste Wereldoorlog met de beide klasse van het IJzeren Kruis 1914 onderscheiden. Na de oorlog werd hij in de Reichswehr opgenomen.

### Interbellum
Tijdens de overgang en formatie van het 100.000 manschappen tellend leger van de Reichswehr, werd hij bij het Reichswehr-Artillerie-Regiment 24. geplaatst. Hij werd als batterijofficier bij het 7. (Bayerisches) Artillerie-Regiment geplaatst. Aan het begin van 1924 is hij bij het 8e batterij in Neurenberg gestationeerd. Vanaf 1 oktober 1924 volgde hij een jaar lang een Führergehilfenausbildung bij de staf van het 6. Division der Reichswehr in Münster. Meteen daarna volgde hij het 2e jaar van de Führergehilfenausbildung bij de staf van het 7. Division der Reichswehr in München. Op 1 oktober 1926 werd hij weer bij het 8e batterij van het 7. (Bayerisches) Artillerie-Regiment in Neurenberg geplaatst. Kort daarna wordt hij op 1 juni 1927 bevorderd tot Hauptmann. Op 1 oktober 1927 werd hij naar het Reichswehrministerium in Berlijn overgeplaatst. Daar werd hij op de statistische afdeling van het leger (Heeres-Statistische-Abteilung T 3)) in het troepenambt (Truppenamt (TA)) ingezet. Op 1 oktober 1928 werd hij naar de afdeling inlichtingen (Abwehr-Abteilung) overgeplaatst. Hij moest nu ook het uniform van een stafofficier gaan dragen. Op 1 april 1931 werd hij naar de staf van de 7. Division der Reichswehr in München overgeplaatst. Hij werd op 1 maart 1933 tot chef van de 8e batterij in de 7. (Bayerisches) Artillerie-Regiment in Neurenberg benoemd. Als zodanig werd hij op 1 april 1934 bevorderd tot Major. In de zomer van 1937 werd hij weer naar het Reichswehrministerium in Berlijn overgeplaatst. Daar werd hij meteen weer in de afdeling inlichtingen (Abw) ingezet. Tijdens zijn werkzaamheden op deze afdeling in het inmiddels hernoemde Reichskriegsministerium, werd hij op 1 augustus 1936 bevorderd tot Oberstleutnant. Als gevolg van zijn bevordering tot Oberstleutnant, werd hij op 6 oktober 1936 tot 1e Generalstabsoffizier (Ia) van het 11e Legerkorps benoemd. Op 10 november 1938 werd hij tot commandant van het 78e Artillerieregiment benoemd. Hierna werd hij op 1 maart 1939 bevorderd tot Oberst.

### Tweede Wereldoorlog
Bij de mobilisatie voor de Tweede Wereldoorlog, gaf hij zijn commando weer op. Grimmeiss werd tot de chef van de Generale Staf van het 12e Legerkorps benoemd. In deze functie nam hij stelling in het westen. Op 1 oktober 1939 werd hij tot chef van de Generale Staf van het 9e Legerkorps benoemd. In deze functie nam hij deel aan de slag om Frankrijk. Begin 1941 werd hij tot chef van de Generale Staf van het 15e Legerkorps benoemd. Aan het eind van november 1941 werd hij afgelost en in het Führerreserve geplaatst. Grimmeiss was inmiddels al met de Herhalingsgesp bij IJzeren Kruis 1939 in beide klasse onderscheiden. Op 1 december 1941 werd hij door het OKH naar de Rijksmaarschalk en opperbevelhebber van de Luftwaffe gecommandeerd. Daar werd hij op 1 februari 1942 bevorderd tot Generalmajor. De rang anciënniteit werd later op 1 april 1942 vastgesteld. Op 1 april 1943 werd hij bevorderd tot Generalleutnant. Begin 1944 werd Grimmeiss weer in het Führerreserve geplaatst. In januari 1945 werd hij met het commando van het 64e Legerkorps belast. Hij werd op 1 april 1945 bevorderd tot General der Artillerie en tot Kommandierender General van het 64e Legerkorps benoemd. Midden april werd hij weer van zijn commando ontheven.

### Einde van de oorlog
Grimmeiss raakte in krijgsgevangenschap, waaruit hij in 1947 werd vrijgelaten. Er is verder niets bekend over het verdere verloop van zijn leven na zijn vrijlating. Hij overleed op 31 maart 1972 in Erlangen.

## Militaire carrière
- Einjährig-Freiwilliger (Eenjarige vrijwilliger): 1 oktober 1912
- Gefreiter: 31 maart 1913[1]
- Fahnenjunker-Unteroffizier: 12 september 1914[1]
- Fähnrich: 15 februari 1915[1]
- Leutnant: 31 maart 1915[1]
- Oberleutnant: 11 september 1918[1]
- Hauptmann: 1 juni 1927[1]
- Major: 1 april 1934[1]
- Oberstleutnant: 1 augustus 1936[1]
- Oberst: 1 maart 1939[1]
- Generalmajor: 1 februari 1942[1][2]
- Generalleutnant: 1 april 1943[1][2]
- General der Artillerie: 1 april 1945[1][2]

## Onderscheidingen
- IJzeren Kruis 1914, 1e Klasse en 2e Klasse[1]
- Herhalingsgesp bij IJzeren Kruis 1939, 1e Klasse en 2e Klasse[1]
- Duits Kruis in goud
- Erekruis voor Frontstrijders in de Wereldoorlog[1]
- Dienstonderscheiding van Leger, 1e Klasse (25 dienstjaren)[1]
- Gewondeninsigne 1918 in zwart[1]
- Kruis der Vierde Klasse met zwaarden in de Orde van Militaire Verdienste[1]